# 绒马唐
绒马唐（学名：Digitaria mollicoma）为禾本科马唐属下的一个种。

## 扩展阅读
- 維基物種上的相關：绒马唐